# Ajvar
Ajvar (IPA ['ajvar]) es un condimento elaborado principalmente de pimientos rojos, con berenjena, ajo y pimienta. Es muy popular en las cocinas de los Balcanes, en especial en Macedonia del Norte y Serbia. Dependiendo de la concentración de capsaicina en los pimientos y de la cantidad añadida, el ajvar puede ser dulce o picante (el más común), o muy punzante. El nombre de ajvar proviene de la palabra turca havyar, que significa "huevas en salazón" y comparte etimología con caviar.

## Preparación

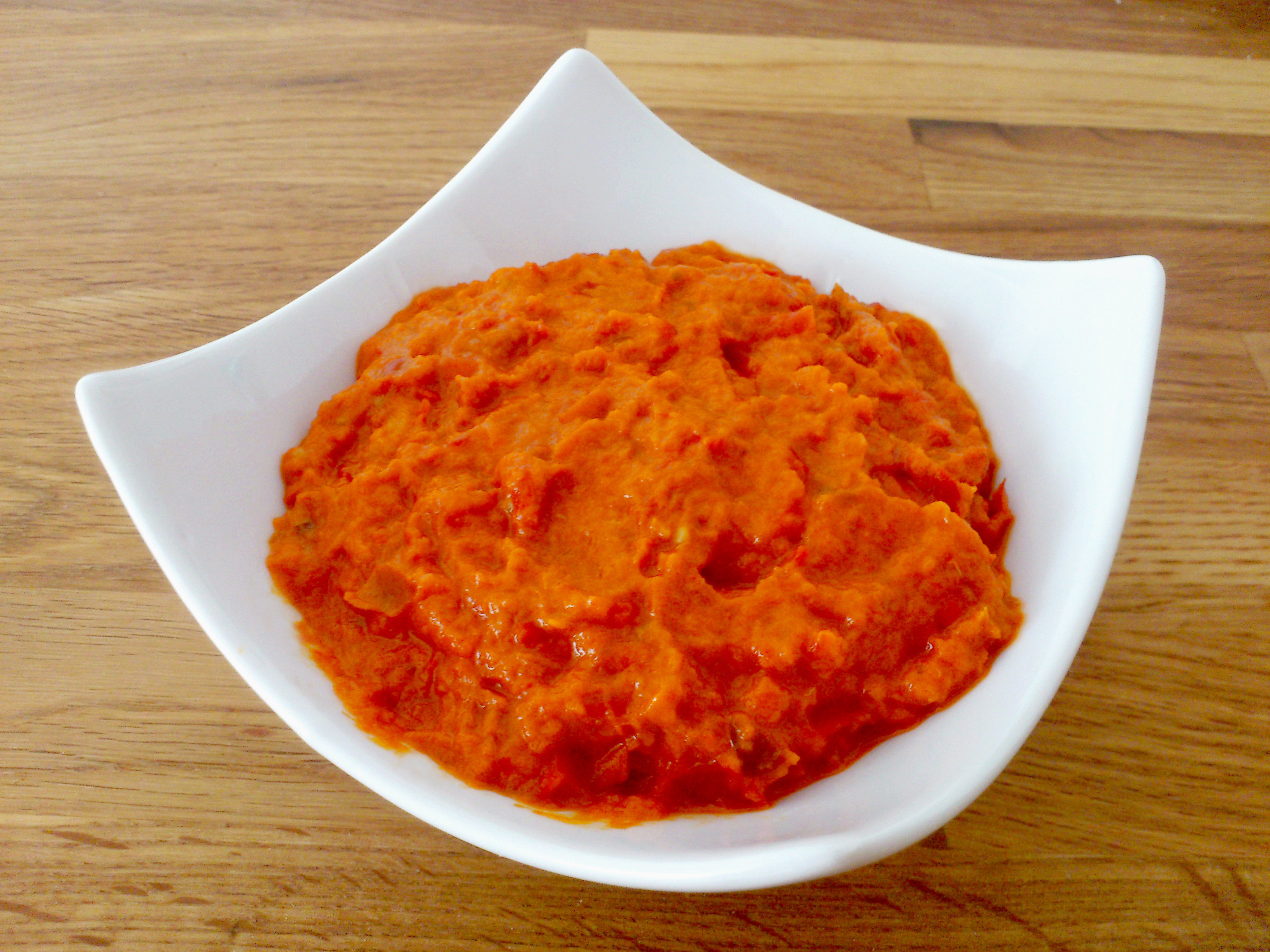
Ajvar

La preparación no es difícil y la principal tarea es el pelado manual de los pimientos. Tradicionalmente se hacía esta tarea a mediados de otoño, cuando las hortalizas están en su apogeo. Tras su preparación se guardaban en tarros de cristal, y se consumían a lo largo del año (en la mayoría de las casas las reservas llegaban hasta la primavera, por esta razón se asocia a las comidas invernales). A menudo esta tarea se hacía en colaboración de amigos, vecinos y familiares.
Para preparar el ajvar, los pimientos se asan en una placa al aire libre, o en un horno. Los pimientos se dejan enfriar el tiempo justo para poder retirarles la piel y las semillas. La carne de las berenjenas se pica en una picadora o se corta en daditos (esta variación a menudo se refiere como pinđur). Finalmente, el picadillo resultante se cuece en ollas durante varias horas, se le añade aceite de girasol y ajo, para condensar y reducir el contenido de agua y mejorar así las propiedades de conservación. La sal (y a veces un poco de vinagre) se añade al final de la cocción y a continuación se vierte la masa resultante en los tarros de cristal calientes, y se sella inmediatamente.

## Conflictos por patentes
Durante 2009 se ha producido una polémica entre los diferentes países balcánicos por los derechos de comercialización del ajvar. El producto todavía no es una marca registrada y son varios los países que pugnan por su exclusividad.

## Usos
El ajvar se puede comer untado en pan, y es muy popular en sándwiches, como condimento (a menudo acompañando a carnes a la parrilla o asada), o en ensaladas.